# Tytus Brzozowski
Tytus Brzozowski – polski  malarz związany z Warszawą.

## Życie i twórczość

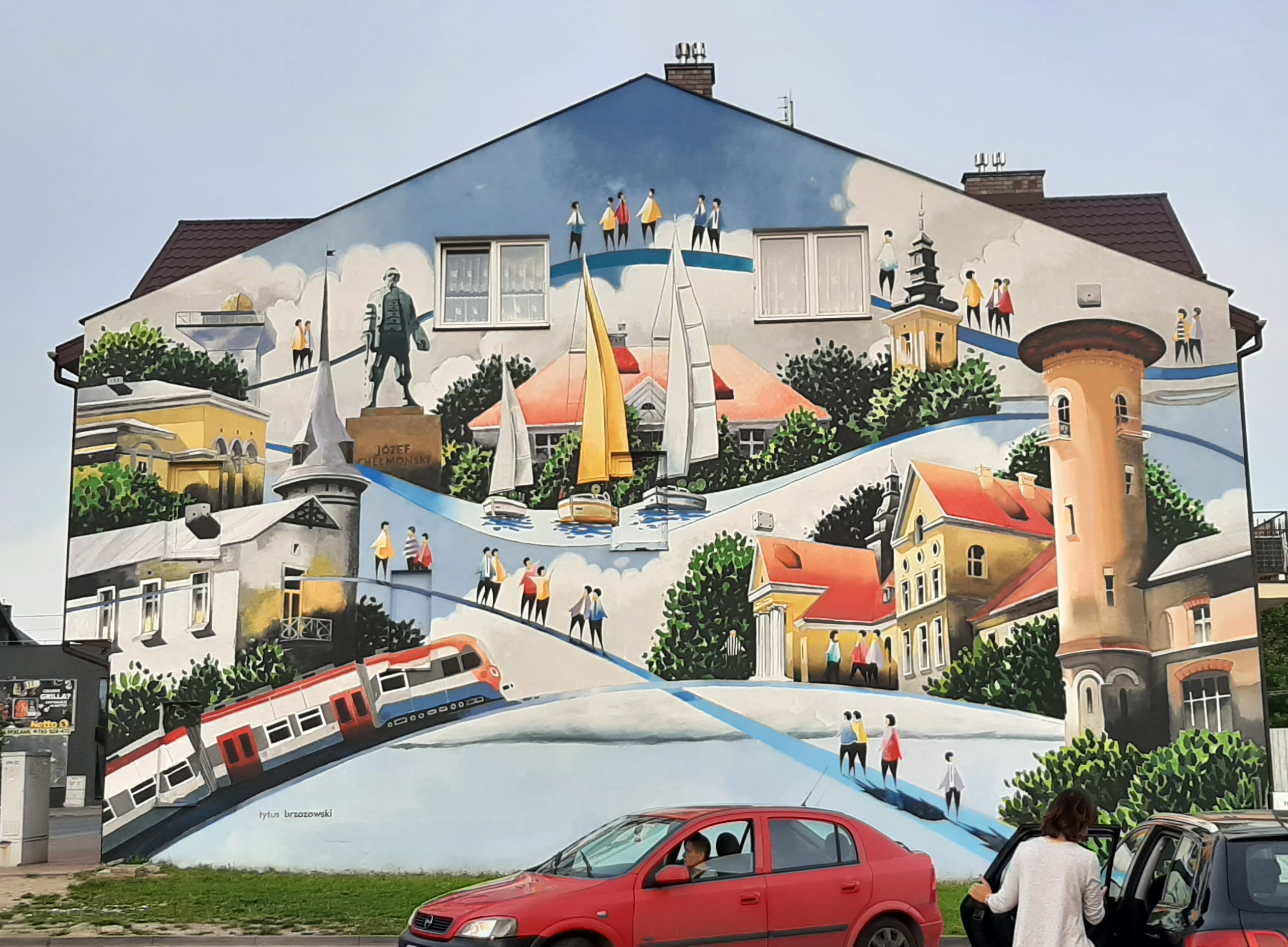
Mural autorstwa Tytusa Brzozowskiego w Grodzisku Mazowieckim

Jest absolwentem Wydziału Architektury Politechniki Warszawskiej. Studiował również i praktykował w Finlandii, dyplom przygotowując przy współpracy z polskim i fińskim promotorem. Przez pięć lat był członkiem zespołu w warszawskiej pracowni projektowej JEMS Architekci. Malarstwem zajął się w czasie przygotowań do studiów. Brzozowski tworzy głównie akwarele. Tematem jego prac są przede wszystkim architektura z Warszawą w tle (jego prace skupiają się na Starym Mieście, Powiślu, Pradze i Śródmieściu). W swojej twórczości Brzozowski miesza współczesne budynki z przedwojennymi, a także wplata w prace elementy surrealistyczne. Artysta znany jest z baśniowych, żywych i kolorowych scen miejskich. W jego twórczości pojawiają się także inne polskie miasta jak Gdańsk, Kraków, Lublin czy Poznań, choć zdecydowanie dominuje w nich Warszawa. Swoje rodzinne miasto Brzozowski pokazuje przez pryzmat przeszłości i teraźniejszości w charakterystyczny dla siebie sposób zestawiając ze sobą na obrazach obiekty i budynki, współczesne jak i takie, które już nie istnieją lub zostały przekształcone. 
Swoje prace prezentował na wystawach między innymi w Warszawskim Oddziale SARP (2014), MW WW Gallery w Warszawie (2015; wystawa pod Patronatem Honorowym Prezydent miasta stołecznego Warszawy Hanny Gronkiewicz-Waltz), w Galeria Miejskiej Biblioteki Publicznej OKNA w Lublinie (2018), czy w PROMie Kultury Saska Kępa w Warszawie (2018).
Jego akwarele zostały także wykorzystane przy produkcji filmu pt. Po apokalipsie zrealizowanego przez Dom Spotkań z Historią i Wolskie Centrum Kultury w 2016.
W czerwcu 2017 nakładem wydawnictwa Babaryba ukazała się wielkoformatowa książka obrazkowa/art-book z ilustracjami Tytusa Brzozowskiego pt. Miastonauci. 
W 2018 w Warszawie powstały dwa murale według projektu Brzozowskiego. Pierwszy powstał na Woli, na ścianie nowo-wybudowanego biurowca Spark na tzw. serku wolskim (róg ul. Okopowej i Wolskiej). Mural ma 15 m szerokości i 35 m wysokości. Został  pomyślany jako opowieść o dążeniu tego obszaru w kierunku wielkomiejskości. Drugi mural według projektu Brzozowskiego został zrealizowany na kamienicy przy ul. Grochowskiej 215, przy Rondzie Wiatraczna z okazji obchodów 100-rocznicy odzyskania niepodległości przez Polskę. Na muralu widoczny jest marszałek Józef Piłsudski wysiadający na „przystanku niepodległość” wśród charakterystycznych dla Pragi-Południe obiektów jak Most Poniatowskiego, Stadion Narodowy, kościół parafialny pw. Najczystszego Serca Maryi Panny przy Placu Szembeka oraz zieleń Parku Skaryszewskiego. Prezentacja i  przekazanie muralu mieszkańcom odbyło się 15 listopada 2018. Mural Brzozowskiego o powierzchni 82 metrów kwadratowych zdobi również ścianę za recepcją poznańskiego hotelu Novotel Poznań Centrum. Praca ta przedstawia charakterystyczne poznańskie budowle jak Ratusz, Okrąglak, Zamek Cesarski, Kolegium jezuickie, kościół farny (Bazylika Matki Boskiej Nieustającej Pomocy i św. Marii Magdaleny w Poznaniu).
Akwarele Brzozowskiego przedstawiające polskie miasta były także elementem Polskiego Stoiska Narodowego na Międzynarodowych Targach Turystycznych World Travel Market w Londynie w 2018. 